# Apollon Limassol
L'Apollon Limassol (Grec modern: Απόλλων Λεμεσού) és un club de futbol xipriota de la ciutat de Limassol. També té seccions de basquetbol i voleibol.

## Història
L'Apollon es fundà a Limassol el 14 d'abril de 1954. Fou acceptat a la Segona Divisió el 1955. La temporada 1956-57, una crisi soferta per l'AEL Limassol provocà que molts jugadors d'aquest club s'unissin a l'Apollon. La temporada 1957 ascendí a Primera on s'ha mantingut des d'aleshores. Des d'aleshores ha guanyat tres lligues (1991, 1994, 2006), i la copa 5 cops (1966, 1967, 1986, 1992, 2001).

## Palmarès

### Futbol
- Lliga xipriota de futbol (4): 1991, 1994, 2006, 2022
- Copa xipriota de futbol (5): 1966, 1967, 1986, 1992, 2001
- Supercopa xipriota de futbol (1): 2006

### Basquetbol
- Copa xipriota (1): 2002

### Voleibol (femení)

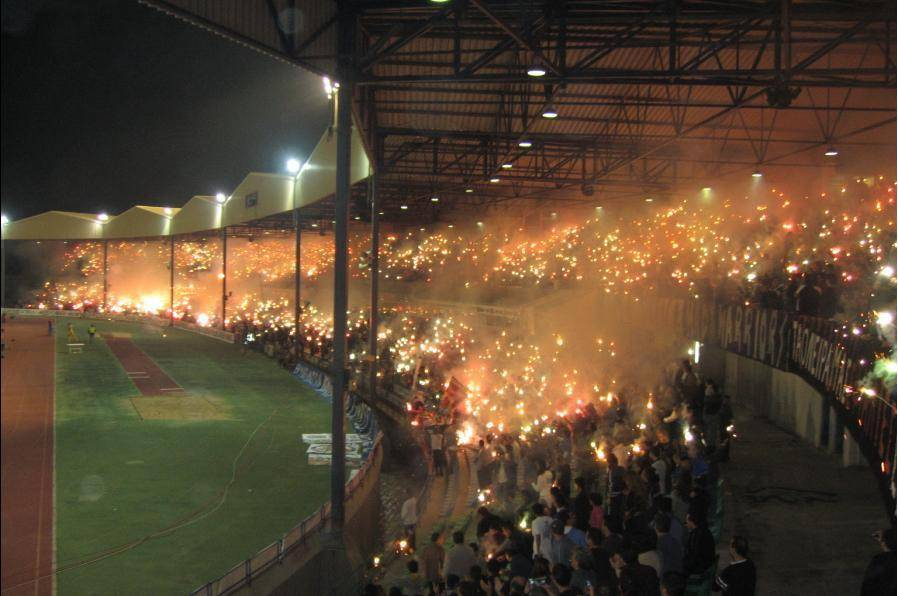
Seguidors en un partit el 2006.

- Supercopa xipriota (1): 2003